# Hűvös Iván
Botfai Hűvös Iván, született Hirschel (Budapest, 1877. november 19. – Budapest, Józsefváros, 1954. március 18.) zeneszerző, politikus, lapszerkesztő.

## Élete
Hűvös József (1848–1914) ügyvéd, közlekedési szakember és Heller Mária (1848–1918) fia. Tanulmányai befejezése után hosszabb ideig külföldön volt, majd hazatért és Józsefváros társadalmi életében töltött be fontos szerepet. A Budapesti Városi Villamos Vasutak vezérigazgatója volt. 1933-ban az Ország-Világ hetilap szerkesztőbizottságának elnökévé választották. Körülbelül 150 dalt szerzett.

## Magánélete
Első felesége Jellinek Piroska volt, akivel 1907. március 26-án Budapesten kötött házasságot, s egy évvel később elváltak 1915. október 25-én a budapesti Józsefvárosban ismét megnősült. Második felesége csíkszentmihályi Sándor Ilona volt. Harmadik felesége Csatári Magdolna volt, akit 1947-ben vett nőül.

## Művei
- Új földesúr (operett 3 felvonásban. Szövegét írta Incze Henrik. Bemutató: 1902. március 22., Népszínház)
- A régi szerető (eredetileg népszínmű 3 felvonásban. Írta Géczy István, Bemutató: 1902. május 16., Népszínház. Zenéjét ő írta.)
- Katinka grófnő (operett 3 felvonásban. Szövegét írta Faragó Jenő. Bemutató: 1904. január 29., Népszínház)
- A két Hippolit (operett 3 felvonásban. Szövegét szerezte Földes Imre. Bemutató: 1905. január 13., Népszínház)
- Csodaváza (balett, bemutató: 1908. május 9., Magyar Királyi Operaház, 1913-ban bemutatták a milánói ScaIában Siama címmel)
- Havasi gyopár (fantasztikus balett 2 felvonásban, 3 képben. Írta Guerra Miklós. Bemutató: 1911. március 4., Magyar Királyi Operaház)